# “文物殺手譚俊榮”直幡懸掛事件
“文物殺手譚俊榮”直幡懸掛事件，是舊愛都酒店及新花園泳池再利用構想爭議中的抗議事件。事發在2016年8月11日傍晚，在澳門體育局主辦之武林群英會開幕前夕，位於塔石廣場對面的愛都酒店外牆（壁畫位置）突然出現寫上「文物殺手譚俊榮」七個白色字的大型黑色直幡，警方在愛都酒店建築附近發現兩名新澳門學社成員，分別是理事長鄭明軒和理事林納麟，兩人被警方帶走，而警方初時拒絕回應相關事件，直幡懸掛不到15分鐘就被警方移除。
其後在2017年12月，兩人分別被控「侵入限制公眾進入之地方罪」和「毁損罪」，於2018年9月11日提堂。2018年10月，案件在初級法院宣判，鄭明軒和林納麟兩人被控「侵入限制公眾進入地方罪」罪名成立，鄭明軒被判罰款3,000元，林納麟被判罰4,500元。另一項「毁損罪」，則因證據不足而獲判罪名不成立。

## 背景

### 提出重建愛都酒店及新花園泳池計劃
2015年4月13日，時任社會文化司司長譚俊榮表示，時任行政長官崔世安委託其本人負責新花園泳池及愛都酒店重建規劃，當時計劃將計劃改建為青少年文康體育中心，並計劃將泳池改建為室內泳池及興建地下停車場。
2015年中，「我城社區規劃合作社」發起民間聯署，要求文化局對舊愛都酒店及新花園泳池啟動文物評定程序。2016年3月，文遺會會議上以13比2的大比數，不建議啟動程序，而文化局最終亦採納了文遺會的意見。「我城」發表聲明，對相關說法不合理，又相信歷史自有公論，對相關做法表達遺憾。

### 社文司爭議言論不斷
2016年4月中，時任社會文化司司長譚俊榮突然宣佈舉辦「武林群英會」，對於傳媒指他親自下令清拆新花園泳池，另一邊廂就借“吳陳比武”作宣傳。在同年4月21日接受傳媒訪問中作否認，指當年只是在泳池中央搭建了一個擂台讓吳陳二人過招，又指新花園雖然是一個遺產，但保留方式有很多種，清拆就不等於摧毀文物。
早在社文司譚俊榮在韓國訪問期間，提出澳門將舉辦「武林群英會」。他一方面高度評價「吳陳比武」，另一方面卻計劃拆卸該比武的場地。他表示，「吳陳比武」在新花園泳池暫時搭起的擂台進行，這的確是「遺產」。並說：「文化遺產有很多保存方式，不是拆卸就是摧毀文化遺產。」

### 工務局出批示清拆愛都和新花園
2016年6月29日，土地工務運輸局公示愛都酒店及新花園泳池地段的規劃條件圖草案，愛都酒店及新花園泳池完全清拆。此規劃條件圖引起部分社會人士反對意見，不少陳述了理據。

## 案發經過
2016年8月12日午夜，治安警察局通報本案，指在2016年8月11日傍晚6時20分左右，有警員在塔石廣場執行工作期間，目睹一幅大型直幡於愛都酒店天台向塔石廣場方向懸掛，於是迅速派員前往了解。期間在得勝馬路舊愛都酒店外圍，發現一名形跡可疑的男子，正從酒店的鐵絲網爬出，而鐵絲網有被人毀壞之痕跡。警員遂立即上前將其截停，並查問其為何在上址出現，其支吾以對。其後警員進入酒店內作進一步調查，並於酒店一樓發現另一名男子，警員上前查問該男子為何出現在愛都酒店內，男子同樣無任何合理解釋。經初步調查後，有強烈跡象顯示上述兩名男子在未取得同意下擅自闖入愛都酒店，並與酒店圍網被毀損有關，其行為涉嫌觸犯《刑法典》第一百八十五條（侵入限制公眾進入之地方）以及第二百零六條（毀損）罪。該局將於完成案件報告後，於8月12日下午把兩人移交檢察院處理。

## 相關反應

### 社文司矢口否認自己是“文物殺手” 同場與學社理事蘇嘉豪爭論
時任社會文化司司長譚俊榮在出席完當天「武林群英會」開幕式後接受訪問，傳媒十分關注舊愛都酒店再利用問題。訪問期間，時任新澳門學社理事蘇嘉豪出現在人群當中，並冀譚俊榮表達市民支映的意見。其後譚俊榮本人邀請蘇嘉豪一同站到鏡頭前，兩人就愛都酒店及新花園泳池的去留問題互相發表意見，蘇嘉豪指市民不希望新花園泳池被拆。在場記者見到平日「隔空交火」的二人同場出現，紛紛即時舉起相機拍攝下這精彩一刻。譚俊榮回應泳池去留時指，因使用期限己久，經常需要小修小補，當局計劃將現有泳池改造成設施更加完善的現代化泳池。而蘇嘉豪建議愛都和新花園不應一刀切拆卸重建，更應考慮其他各種可能性。
至於愛都酒店頂被新澳門學社成員掛起“文物殺手譚俊榮”的直幡，他回應指看不到並不認同，並對此事件不會生氣。對於泳池去留問題或重建後的“開放”方式將作再研究。

### 兩名被捕人士回應
2016年8月15日，兩名被捕已獲釋的學社成員會見記者，其中理事長鄭明軒回應時指現階段不會回應有否掛直幡，又稱於網上瀏覽有關直幡的圖片，對呈現的效果相當滿意。他亦批評行政當局「用盡辦法去污名化」。鄭明軒亦表示，社會文化司司長譚俊榮在任期間，對澳門的社會、文化、歷史作出嚴重的破壞，利用「長官意志」，使用絕對權力，壓過專業及民意，行為非常危險。他舉例，評定文物機關屬社文司的其中一個部門，愛都及新花園完全跳過文物評定相關程序，在「再利用」的字眼上使用「文字偽述」蒙騙市民，偽造民意。他又稱一個「善治」的政府，不應令到市民用「快閃」的方式進行抗議。鄭明軒被問到是否涉及本事件，他稱由於已進入司法程序，當日在得勝馬路附近分別與另一人被兩名警員截查，他透露，檢院亦考慮以損毀罪向他提控，但未有作出正式或不檢控與否的決定。他需要每月向警方報到及離境時作出申報。

### 文化界人士回應
2016年9月19日，文遺會委員、澳門歷史文物關注協會理事長鄭國強對早前愛都酒店出現「文物殺手譚俊榮」的直幡，亦反映出民間的強烈抗議，指出政府官員不聽民意和漠視社會意見，認為政府官員就相關事件作出深刻檢討。而鄭國強在同年8月18日對於部分文物建築被清拆或破壞，反映出民間強烈抗議政府帶頭拆文物，政府不聽意見兼漠視民意。鄭國強表示，中西文物組成澳門城市發展的年輪，不應該說澳門歷史城區成功申遺就只保留歷史城區就可以。對於塔石廣場早前舉行武林群英會，不少武林中人都對此念念不忘。但現時政府卻要拆了吳陳比武的舊址，又大搞武林大會卻放一堆「紙紥」的外地武術標誌。鄭國強呼籲政府官員能夠盡快釐清，又認為官員對澳門歷史了解不多，對澳門的愛不夠深，與澳門人看待未來的角度亦不一致。

## 控告及案件開審
2017年12月，葡文報章《今日澳門》引述消息指，就2016年8月發生「文物殺手譚俊榮」直幡案，時任新澳門學社理事長鄭明軒和理事林納麟被控“侵入限制公眾進入之地方罪”和「毁損罪」，檢方宣布將於2018年9月11日提堂。
2018年9月11日，本案於初級法院刑事大樓開審，鄭明軒和林納麟兩人被控「侵入限制公眾進入之地方罪」和「毁損罪」。案中合共傳召5名證人，其兩人均否認控罪。鄭明軒及林納麟均在庭上表示，愛都網門下的洞在事發當日之前已經一直存在，並非他們剪破的，而且他們平日經過時都見到愛都裡面水兜，估計有人在裡面餵流浪動物，而且網門周圍亦沒有掛上禁止進入的標語，故認為愛都並沒有禁止出入。他們並不知道愛都酒店是限制公眾出入的地方，如果知道出入需事前申請，必定會先申請。兩人又表示只是打算進入已廢棄的愛都酒店遊覽拍照，並不知道直幡是誰掛上，而警方證人直指案發當日未找到二名被告身上有剪刀或其他利器；而辯方亦傳召住在愛都附近的市民作證。證人表示，愛都網門下的洞很久以前就已經存在，亦曾在網上看到有短片是年輕人進去愛都裡面探險。
在結案陳詞方面，控方指本案關鍵在於兩名被告知否愛都是不可進入的地方。他說，愛都有圍墻，有網門包圍，按一般人的認知，已經可以理解到是不可以自由出入的。但兩人仍然進入愛都，有關行為已構成犯罪。至於進去之後的目的，有否挂直幡對於定罪並不重要。認為法庭至少應判兩名被告「侵入限制公眾進入之地方罪」罪成。辯方就指出愛都酒店網門留下的洞一直存在，警方在兩人身上搜不到作案工具，並沒有證據證實兩人有毀損行為。而建築在廢棄後均沒有掛上任何禁止進入標語，兩名被告在獲得的資訊中，又知道曾經有人出入愛都，亦沒有任何後果，因此，兩人並沒有主觀的犯罪意圖，過錯程度極低，對於法益侵害程度非常輕微，行為惡性不大，若法庭認為兩人有罪，亦應判科處罰金。

## 審判
2018年10月4日，「文物殺手譚俊榮」直幡案於初級法院作出判決，合議庭裁定鄭明軒和林納麟二人「侵入限制公眾進入地方罪」罪名成立，鄭明軒被判罰款3,000元，林納麟被判罰4,500元。而林納麟之前曾因一宗交通意外獲判徒刑，正處於緩刑期，法官結合兩罪判處單一刑期 1年 5個月 15天，緩刑 2年。至於兩人同時被控1項「毁損罪」，則因證據不足而獲判罪名不成立。